# Lupinus austrobicolor
Lupinus austrobicolor är en ärtväxtart som beskrevs av Charles Piper Smith. Lupinus austrobicolor ingår i släktet lupiner, och familjen ärtväxter. Inga underarter finns listade i Catalogue of Life.